# Giovanni Pico della Mirandola
Giovanni Pico della Mirandola, noto come Pico della Mirandola (Mirandola, 24 febbraio 1463 – Firenze, 17 novembre 1494), è stato un umanista e filosofo italiano.
È l'esponente più conosciuto della dinastia dei Pico, signori di Mirandola.

## Biografia

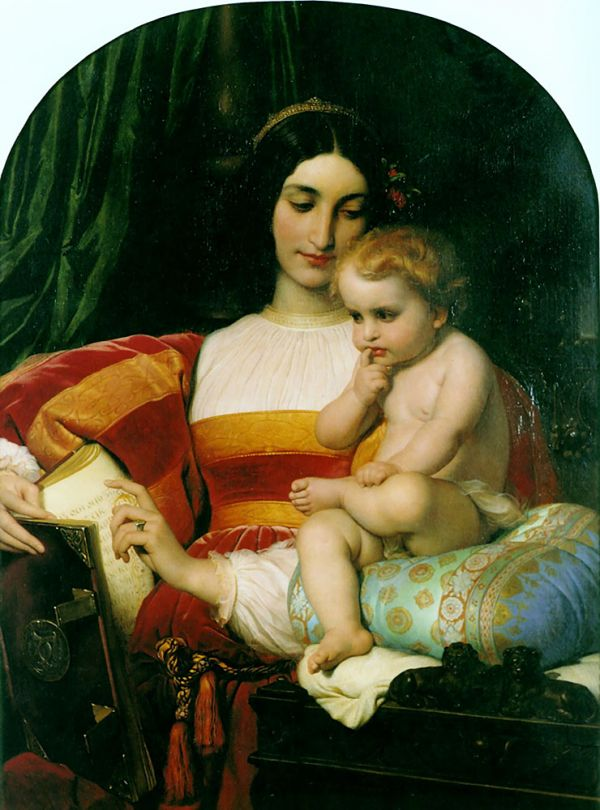
L'infanzia di Pico della Mirandola, di Paul Delaroche, 1842, Museo delle belle arti di Nantes (Francia)

Giovanni nacque a Mirandola, presso Modena, figlio più giovane di Gianfrancesco I, signore di Mirandola e conte della Concordia (1415-1467), e di sua moglie Giulia, figlia di Feltrino Boiardo, conte di Scandiano.

### La famiglia
La famiglia aveva a lungo abitato il castello di Mirandola, città che si era resa indipendente nel XIV secolo, avendo ricevuto nel 1414 dall'imperatore Sigismondo il feudo di Concordia. Pur essendo Mirandola uno Stato molto piccolo, i Pico lo governarono come sovrani indipendenti anziché come nobili vassalli.
I Pico della Mirandola erano strettamente imparentati con gli Sforza, i Gonzaga e gli Este; i fratelli e le sorelle di Giovanni si legarono, tramite ulteriori vincoli matrimoniali, con le famiglie regnanti di Corsica, Ferrara, Bologna, Mantova e Forlì.. Durante la sua vita Giovanni soggiornò in molte dimore. Tra queste, quando visse a Ferrara, la dimora di via del Turco, vicino di casa degli Strozzi  e dei Boiardo.

### Gli studi e l'attività

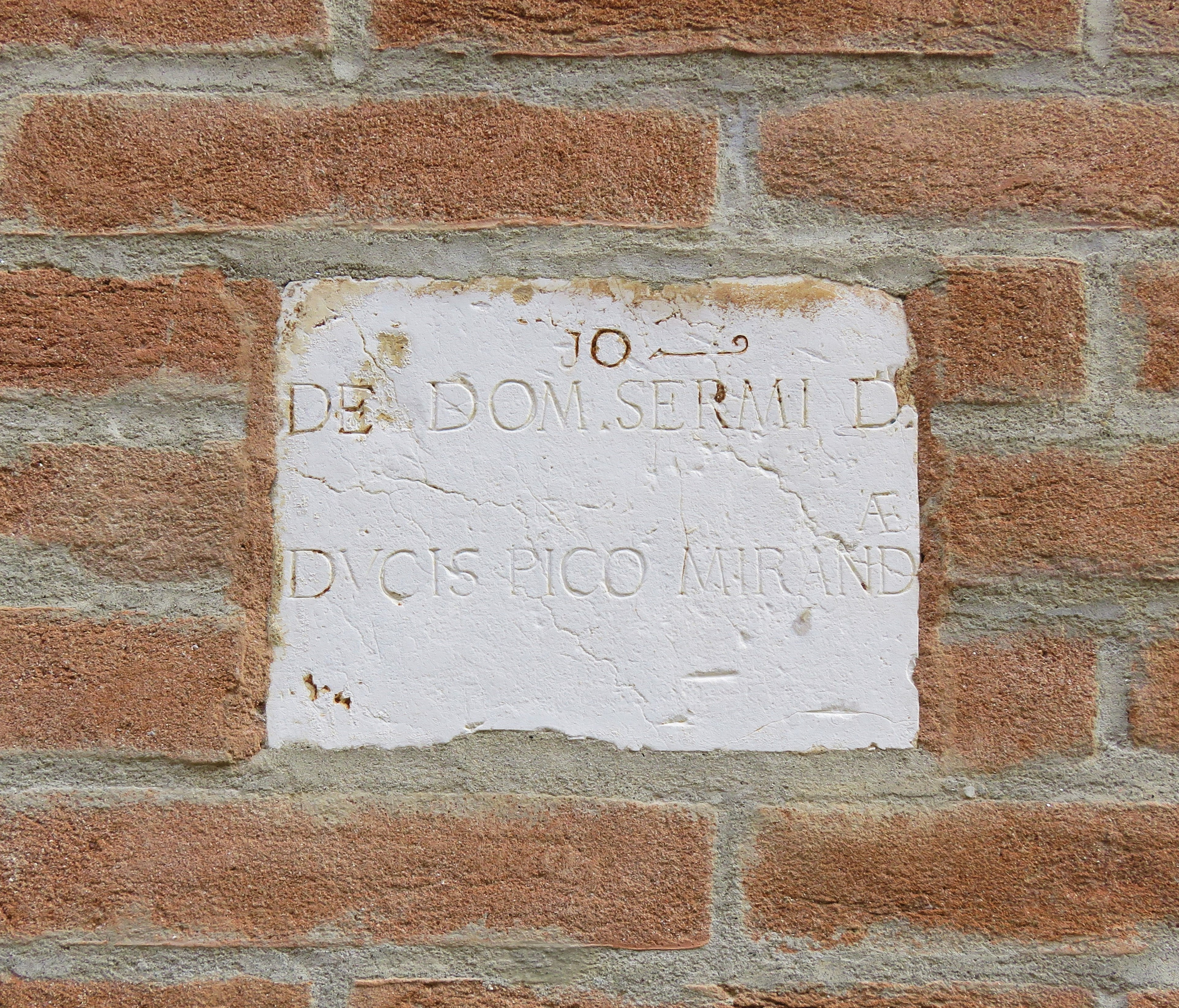
Epigrafe che ricorda Pico della Mirandola in via del Turco a Ferrara

Pico compì i suoi studi fra Bologna, Pavia, Ferrara, Padova e Firenze; mostrò grandi doti nel campo della matematica e imparò molte lingue: padroneggiava perfettamente il latino, il greco, l'ebraico, l'aramaico, l'arabo e il francese. Ebbe anche modo di stringere rapporti di amicizia con numerosi personaggi dell'epoca come Girolamo Savonarola, Marsilio Ficino, Lorenzo il Magnifico, Angelo Poliziano, Egidio da Viterbo, Girolamo Benivieni, Girolamo Balbi, Yohanan Alemanno, Elia del Medigo.
A Firenze, in particolare, entrò a far parte della nuova Accademia Platonica. Nel 1484 fu a Parigi, ospite della Sorbona, allora centro internazionale di studi teologici, dove conobbe uomini di cultura come Lefèvre d'Étaples, Robert Gaguin e Georges Hermonyme. Divenne celebre in tutta Europa per la sua memoria che, si diceva, fosse talmente fuori dal comune da mandare a memoria l'intera Divina Commedia e molte altre opere letterarie e scientifiche.
Nel 1486 fu a Roma dove preparò 900 tesi in vista di un congresso filosofico universale (per la cui apertura compose il De hominis dignitate), che tuttavia non ebbe mai luogo. Si trovò oggetto di alcune accuse di eresia, per le quali dovette fuggire in Francia dove venne anche fatto arrestare da Filippo II presso Grenoble e condotto a Vincennes. Fu tuttavia subito scarcerato, ricevendo anche l'assoluzione di papa Alessandro VI, il quale vedeva di buon occhio la volontà di Pico di dimostrare la divinità di Cristo attraverso la magia e la cabala. Godendo della rete di protezioni dei Medici, dei Gonzaga e degli Sforza, si stabilì definitivamente a Firenze, riprendendo a frequentare l'Accademia di Marsilio Ficino.

### La morte

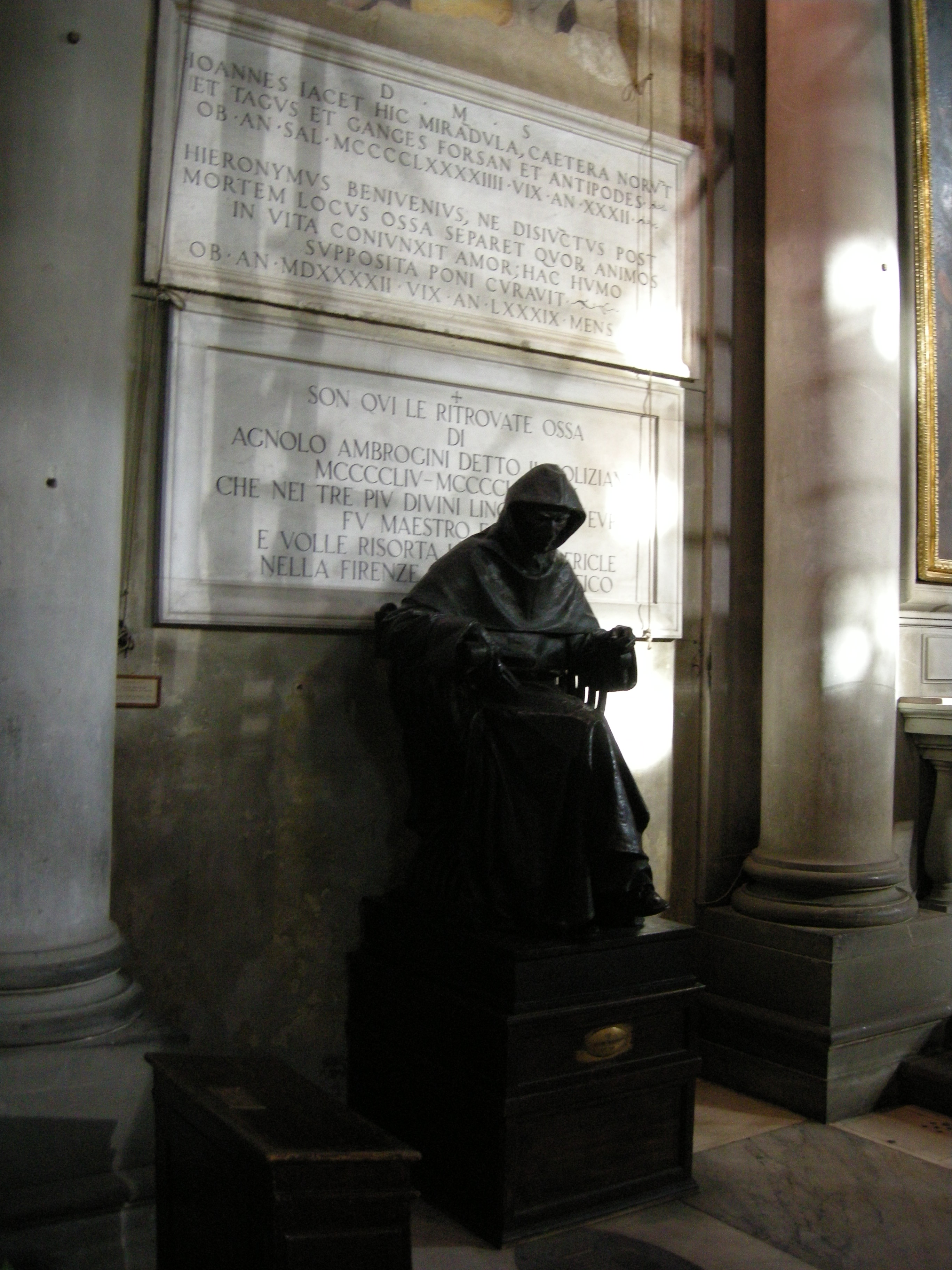
Tombe nel Convento di San Marco a Firenze di Giovanni Pico, Girolamo Benivieni e Poliziano

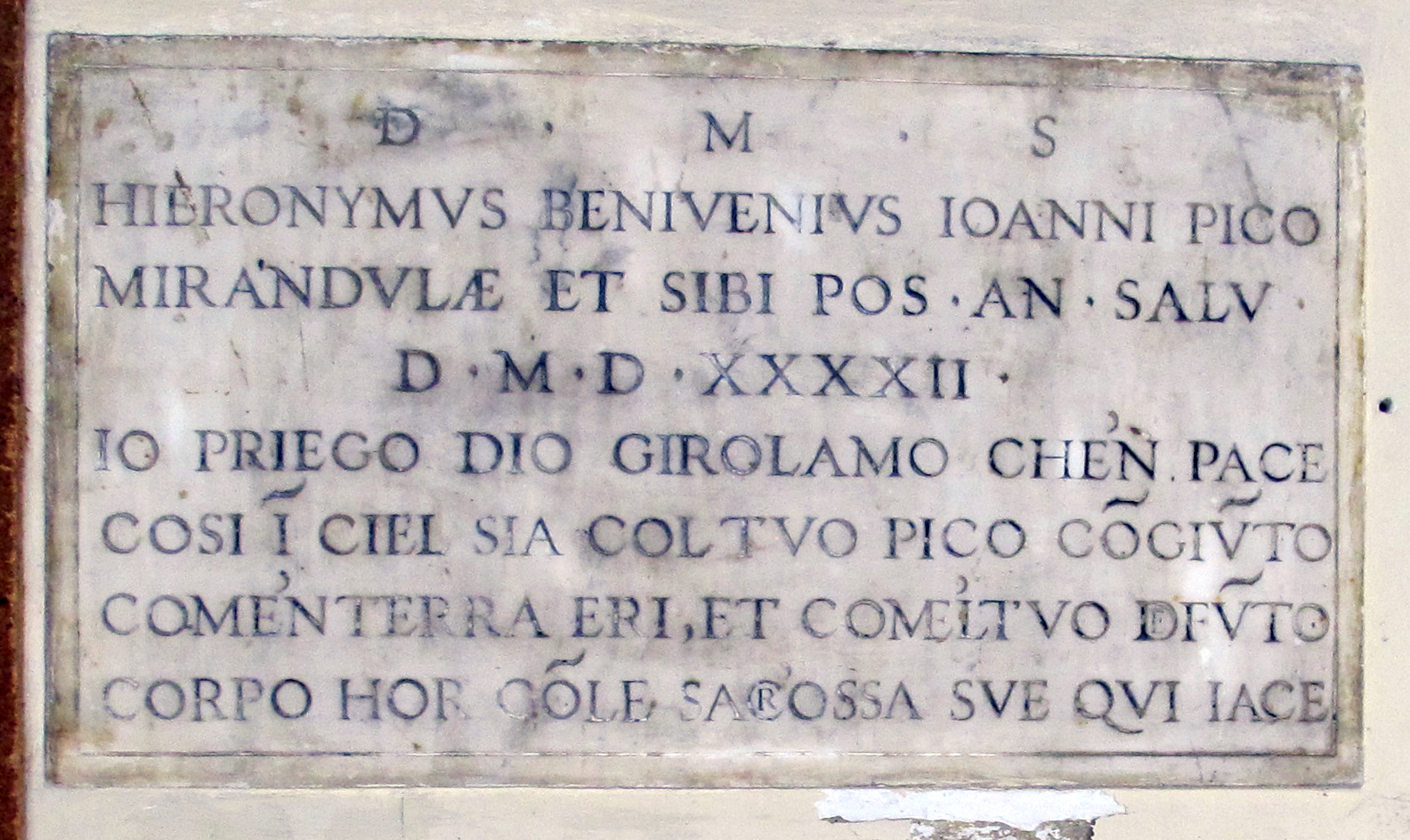
Lapide nel chiostro di San Marco (Firenze)

Morì improvvisamente il 17 novembre 1494, all'età di trentun anni, per un avvelenamento da arsenico, mentre Firenze veniva occupata dalle truppe francesi di Carlo VIII durante le guerre d'Italia.
All'epoca della morte si vociferò che Pico fosse stato avvelenato e che il mandante fosse individuabile in Piero de' Medici, che temeva l'avvicinamento del Pico e del Poliziano, precedentemente suoi amici, alle idee e al governo del Savonarola.
Fu sepolto nel cimitero dei Domenicani entro le mura del convento di San Marco. Le sue ossa saranno rinvenute nel 1933 da padre Chiaroni accanto a quelle degli amici Angelo Poliziano e  Girolamo Benivieni.
(Pico della Mirandola)
Nel novembre del 2018, 524 anni dopo la sua morte, i risultati di uno studio coordinato del dipartimento di Biologia dell'Università di Pisa, del Reparto Investigazioni Scientifiche dell'Arma dei Carabinieri di Parma e di studiosi spagnoli, britannici e tedeschi, hanno dimostrato che Pico della Mirandola fu effettivamente avvelenato con l'arsenico.
Alla Certosa di Bologna, nel corridoio di accesso al Chiostro del 1500 che ospita varie lapidi cittadine  qui spostate a seguito dei recuperi delle spoliazioni napoleoniche se ne trova una che lo ricorda.

### Fama postuma

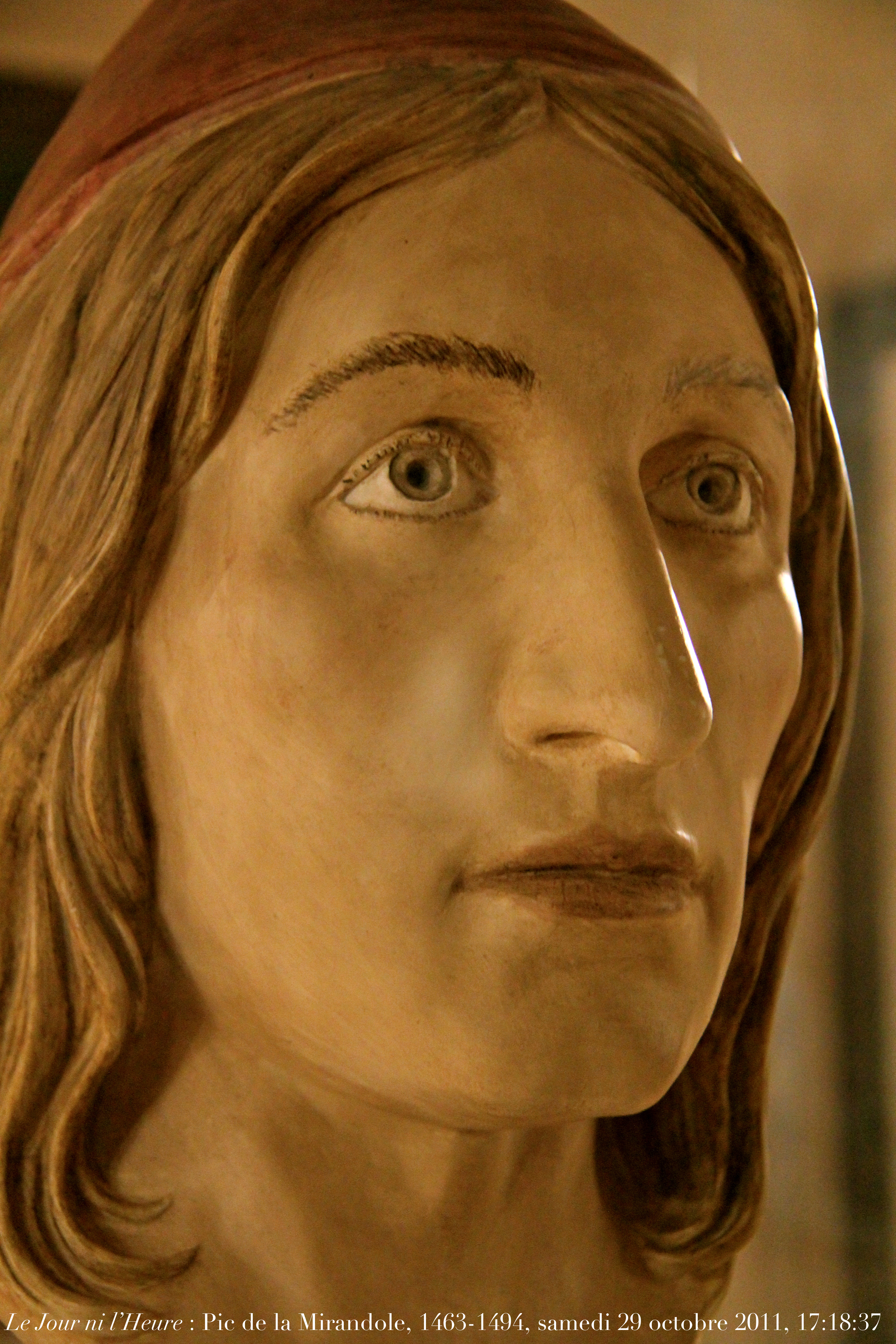
Volto di Giovanni Pico ricostruito con le moderne tecniche forensi

Di Pico della Mirandola è rimasta proverbiale la prodigiosa memoria. Si dice conoscesse a mente numerose opere su cui si fondava la sua vasta cultura enciclopedica, e che sapesse recitare la Divina Commedia al contrario, partendo dall'ultimo verso, impresa che pare gli riuscisse con qualunque poema appena terminato di leggere.
Ancora oggi si usa attribuire l'appellativo Pico della Mirandola a chiunque sia dotato di ottima memoria. Sulla scia di questa fama, il personaggio Disney Ludwig von Drake si chiama, nella sua versione italiana, Pico De Paperis.
Secondo voci popolari Pico della Mirandola avrebbe avuto un'amante o una concubina segreta. Ad Arezzo nel 1486, ebbe effettivamente una disavventura amorosa per una certa Margherita. Si è sostenuto poi che potrebbe aver avuto un rapporto amoroso con l'umanista Girolamo Benivieni, sulla base di alcuni scritti, tra cui sonetti, che quest'ultimo aveva dedicato a Pico, e di alcune allusioni poco chiare di Savonarola. Pico era comunque un seguace dell'ideale dell'amor socratico, privo cioè di contenuti erotici e passionali. Anche la figura femminile ricorrente nei suoi versi viene celebrata su un piano prevalentemente filosofico.

### Ascendenza
|                               |                |                          | Genitori                |  |  | Nonni |  |  | Bisnonni          |  |  | Trisnonni  |  |
|                               |                |                          |                         |  |  |       |  |  | Francesco II Pico |  |  | Paolo Pico |  |
|                               |                |                          |                         |  |  |       |  |  | Francesco II Pico |  |  | Paolo Pico |  |
|                               |                | Isabella Malaspina       |                         |  |  |       |  |  | Francesco II Pico |  |  |            |  |
| Giovanni I Pico               |                |                          |                         |  |  |       |  |  | Francesco II Pico |  |  |            |  |
|                               |                | ?                        | ?                       |  |  |       |  |  |                   |  |  |            |  |
|                               |                | ?                        | ?                       |  |  |       |  |  |                   |  |  |            |  |
|                               |                | ?                        | ?                       |  |  |       |  |  |                   |  |  |            |  |
| Gianfrancesco I Pico          |                | ?                        |                         |  |  |       |  |  |                   |  |  |            |  |
|                               |                | Guglielmo Bevilacqua     | Francesco Bevilacqua    |  |  |       |  |  |                   |  |  |            |  |
|                               |                | Guglielmo Bevilacqua     | Francesco Bevilacqua    |  |  |       |  |  |                   |  |  |            |  |
|                               |                | Guglielmo Bevilacqua     | Anna Zavarise           |  |  |       |  |  |                   |  |  |            |  |
| Caterina Bevilacqua           |                | Guglielmo Bevilacqua     |                         |  |  |       |  |  |                   |  |  |            |  |
|                               |                | Taddea Tarlati           | ?                       |  |  |       |  |  |                   |  |  |            |  |
|                               |                | Taddea Tarlati           | ?                       |  |  |       |  |  |                   |  |  |            |  |
|                               |                | Taddea Tarlati           | ?                       |  |  |       |  |  |                   |  |  |            |  |
| Giovanni Pico della Mirandola |                | Taddea Tarlati           |                         |  |  |       |  |  |                   |  |  |            |  |
|                               | Matteo Boiardo | ?                        |                         |  |  |       |  |  |                   |  |  |            |  |
|                               | Matteo Boiardo | ?                        |                         |  |  |       |  |  |                   |  |  |            |  |
|                               | Matteo Boiardo | ?                        |                         |  |  |       |  |  |                   |  |  |            |  |
| Feltrino Boiardo              | Matteo Boiardo |                          |                         |  |  |       |  |  |                   |  |  |            |  |
|                               |                | Bernardina Lambertini    | ?                       |  |  |       |  |  |                   |  |  |            |  |
|                               |                | Bernardina Lambertini    | ?                       |  |  |       |  |  |                   |  |  |            |  |
|                               |                | Bernardina Lambertini    | ?                       |  |  |       |  |  |                   |  |  |            |  |
| Giulia Boiardo                |                | Bernardina Lambertini    |                         |  |  |       |  |  |                   |  |  |            |  |
|                               |                | Gherardo VI da Correggio | Giberto IV da Correggio |  |  |       |  |  |                   |  |  |            |  |
|                               |                | Gherardo VI da Correggio | Giberto IV da Correggio |  |  |       |  |  |                   |  |  |            |  |
|                               |                | Gherardo VI da Correggio | Orsolina Pio            |  |  |       |  |  |                   |  |  |            |  |
| Guiduccia da Correggio        |                | Gherardo VI da Correggio |                         |  |  |       |  |  |                   |  |  |            |  |
|                               |                | ?                        | ?                       |  |  |       |  |  |                   |  |  |            |  |
|                               |                | ?                        | ?                       |  |  |       |  |  |                   |  |  |            |  |
|                               |                | ?                        | ?                       |  |  |       |  |  |                   |  |  |            |  |
|                               |                | ?                        |                         |  |  |       |  |  |                   |  |  |            |  |

## Dottrina

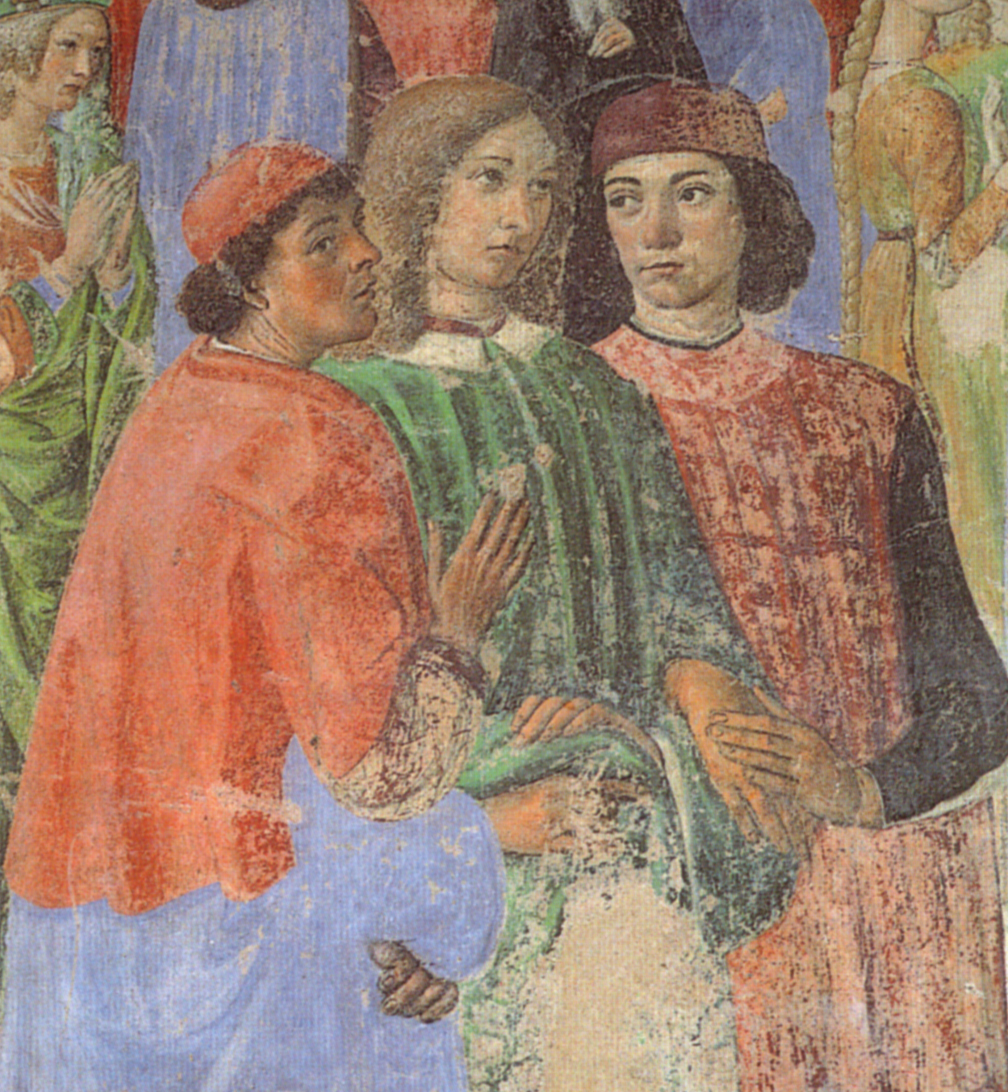
Marsilio Ficino, Giovanni Pico della Mirandola e Agnolo Poliziano, ritratti da Cosimo Rosselli nella Cappella del Miracolo del Sacramento a Firenze

Il pensiero di Pico della Mirandola si riallaccia al pensiero neoplatonico di Marsilio Ficino, senza però occuparsi della polemica anti-aristotelica. Al contrario, egli cerca di riconciliare aristotelismo e platonismo in una sintesi superiore, fondendovi anche altri elementi culturali e religiosi, come per esempio la tradizione misterica di Ermete Trismegisto e della cabala.

### L'ideale di una filosofia universale
Il proposito di Pico, esplicitamente dichiarato ad esempio nel De ente et uno, consiste infatti nel ricostruire i lineamenti di una filosofia universale, che nasca dalla concordia fra tutte le diverse correnti di pensiero sorte sin dall'antichità, accomunate dall'aspirazione al divino e alla sapienza, e culminanti nel messaggio della Rivelazione cristiana. In questo suo ecumenismo filosofico, oltre che religioso, vengono accolti non solo i teologi cristiani ed esoterici insieme a Platone, Aristotele, i neoplatonici e tutto il sapere gnostico ed ermetico proprio della filosofia greca, ma anche il pensiero islamico, quello ebraico e appunto cabalistico, nonché dei mistici di ogni tempo e luogo.
Il congresso da lui organizzato a Roma in vista di una tale "pace filosofica" avrebbe dovuto inserirsi proprio in questo progetto culturale basato su una concezione della verità come principio eterno ed universale, al quale ogni epoca della storia ha saputo attingere in misura in più o meno diversa. In seguito tuttavia ai vari contrasti che gli si presentarono, sorti a causa della difficoltà di una tale conciliazione, Pico si accorse che il suo ideale era difficilmente perseguibile; ad esso, a poco a poco, si sostituirà nella sua mente il proposito riformatore di Girolamo Savonarola, rivolto al rinnovamento morale, più che culturale, della città di Firenze. L'armonia universale da lui ricercata in ambito filosofico si trasformerà così nell'aspirazione religiosa ad una santità e una moralità meno generica e più attinente al suo particolare momento storico. A differenza di Ficino, nel Pico emergono dunque nei suoi ultimi anni un maggiore senso di irrequietezza e una visione più cupa ed esistenziale della vita.

### La dignità dell'uomo

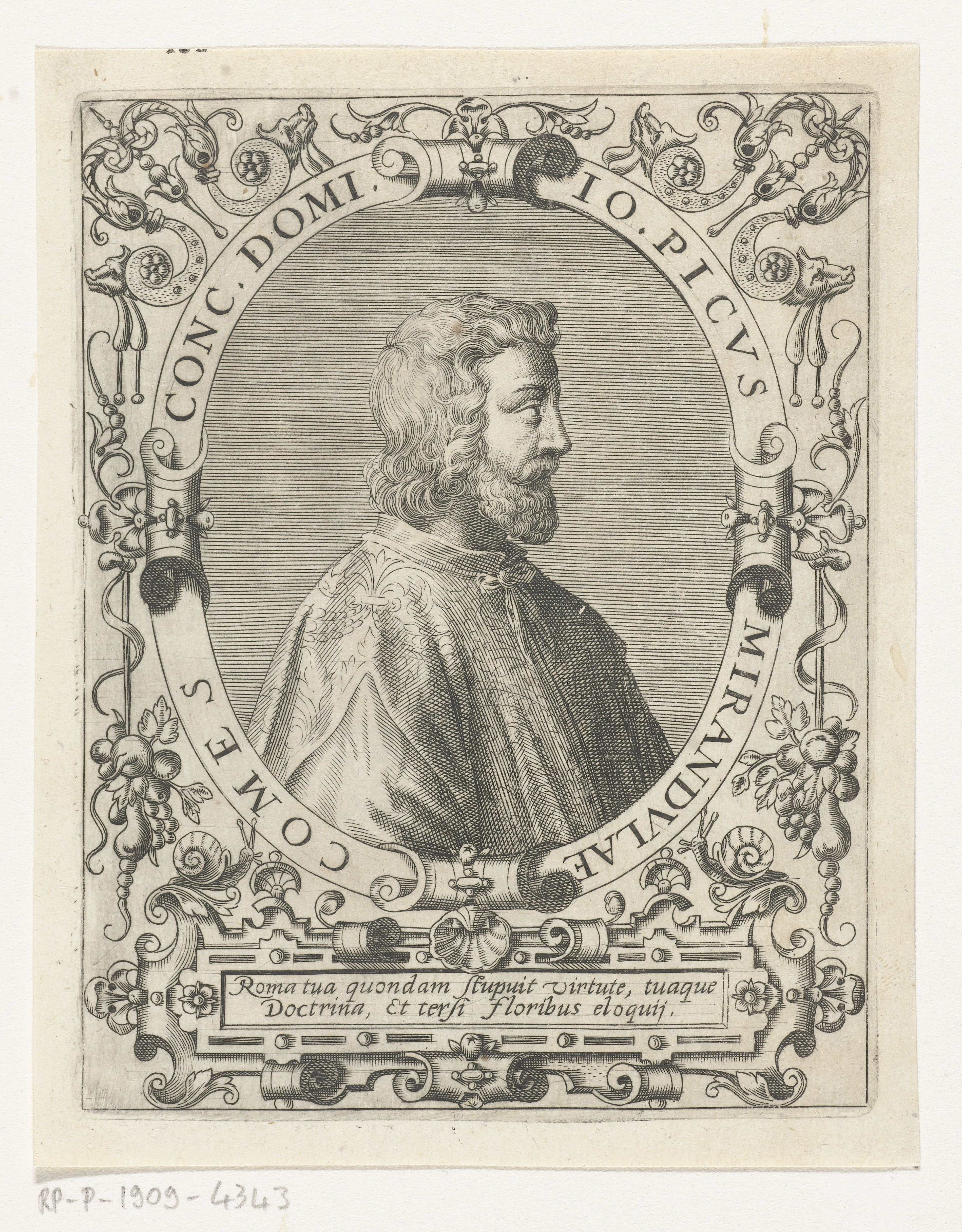
Ritratto di Pico della Mirandola tratto dalle Icones virorum illustrium doctrina & eruditione praestantium di Jean-Jacques Boissard, Frankfurt am Main, de Bry, 1597-1599

Al centro del suo ideale di concordia universale risalta fortemente il tema della dignità e della libertà umana. L'uomo infatti, dice Pico, è l'unica creatura che non ha una natura predeterminata, poiché:
(Giovanni Pico della Mirandola, Oratio de hominis dignitate, 1486)
Dunque, per Pico, l'uomo può stabilire per se stesso a quale grado della scala degli esseri collocarsi:
(Giovanni Pico della Mirandola, Oratio de hominis dignitate)
Pico della Mirandola afferma, in sostanza, che Dio ha posto nell'uomo non qualità già fissate, ma un'indeterminatezza che è dunque la sua propria natura, e che si regola in base alla volontà, cioè all'arbitrio dell'uomo, che dirige tale indeterminatezza dove vuole, verso lo spirito (in alto), o verso la materia (in basso):
(Giovanni Pico della Mirandola, Oratio de hominis dignitate)
La natura umana quindi non è più determinata da un'essenza propria (secundum esse), ma dalla libera volontà dei singoli individui (dal velle volutum).
Giovanni Pico, in definitiva, sostiene che è l'uomo a «forgiare il proprio destino», secondo la propria volontà, e la sua libertà è massima, poiché non è né animale né angelo, ma può essere l'uno o l'altro secondo la «coltivazione» di alcuni tra i «semi d'ogni sorta» che vi sono in lui.
Questa visione verrà, seppur solo in parte, ripresa nel Seicento dallo scienziato e filosofo Blaise Pascal, che afferma che l'uomo non è né «angelo né bestia», e che la sua propria posizione nel mondo è un punto mediano tra questi due estremi; tale punto mediano, però, per Pico non è una mediocrità (in parte angelo e in parte bruto) ma è la volontà (o l'arbitrio) che ci consente di scegliere la nostra posizione. Dunque l'uomo, per Pico, è la più dignitosa fra tutte le creature, anche più degli angeli, poiché può scegliere quale creatura essere.

### La sapienza della Cabala

Raffigurazione della Cabala con l'albero della vita

Il secondo grande interesse di Pico è rivolto alla cabala, che viene da lui spiegata come una fonte di sapienza a cui attingere per decifrare il mistero del mondo, e nella quale Dio appare oscuro, in quanto apparentemente irraggiungibile dalla ragione; ma l'uomo può ricavare la massima luce da tale oscurità.
(Giovanni Pico della Mirandola,
 Novecento tesi)
Connessa alla sapienza cabalistica è la magia: infatti, il mago, per Pico, opererebbe attraverso simboli e metafore di una realtà assoluta che è oltre il visibile, e dunque, partendo dalla natura, può giungere a conoscere tale sfera invisibile (ossia metafisica) attraverso la conoscenza della struttura matematica che è il fondamento simbolico-metaforico della natura stessa, per poi agire attivamente in essa. Principale prosecutore della sua dottrina cabalistica sarà l'umanista tedesco Johannes Reuchlin.

#### Critica dell'astrologia
Se la magia è giudicata positivamente da Pico della Mirandola, per quanto riguarda invece l'astrologia egli ebbe un atteggiamento diverso, che lo portò a distinguere nettamente tra «astrologia matematica o speculativa», cioè l'astronomia, e l'«astrologia giudiziale o divinatrice»; mentre la prima ci consente di conoscere la realtà armonica dell'universo, e dunque è giusta, la seconda crede di poter sottomettere l'avvenire degli uomini alle congiunture astrali. Partendo dall'affermazione della piena dignità e libertà dell'uomo, che può scegliere cosa essere, Pico muove una forte critica a questo secondo tipo di credenze e di pratiche astrologiche, che costituirebbero una negazione proprio della dignità e della libertà umane.
Secondo Pico, questa scienza astrologica attribuisce erroneamente ai corpi celesti il potere di influire sulle vicende umane (fisiche e spirituali), sottraendo tale potere alla Provvidenza divina e togliendo agli uomini la libertà di scegliere. Egli non nega che un certo influsso vi possa essere, ma mette in guardia contro il pericolo insito nell'astrologia di subordinare il superiore (cioè l'uomo) all'inferiore (ossia la forza astrale). Le vicende dell'esistenza umana sono tanto intrecciate e complesse che non se ne può spiegare la ragione se non attraverso la piena libertà d'arbitrio dell'uomo.
Il suo Disputationes adversus astrologiam divinatricem (tale è il titolo dell'opera a cui Pico si dedicò nell'ultimo periodo della sua vita) rimase incompiuto e come tale fu pubblicato postumo, nel 1494, con il commento di Giovanni Manardo; tuttavia, alcuni concetti base furono ripresi e rielaborati da Girolamo Savonarola nel suo Trattato contra li astrologi.

## Opere

Opera quae exstant omnia di Pico della Mirandola stampata nel 1601

- Ad Hermolaum de genere dicendi philosophorum, (Lettera a Ermolao Barbaro sul modo di parlare dei filosofi), 1485.
- Commento sopra una canzone d'amore di Girolamo Benivieni, 1486.
- Oratio de hominis dignitate, (Discorso sulla dignità dell'uomo), 1486.
- 900 Tesis de omni re scibili o Conclusiones philosophicae, cabalisticae et theologicae nongentae in omni genere scientiarum, (900 tesi su tutte le cose conoscibili o Novecento conclusioni filosofiche, cabalistiche e teologiche in ogni genere di scienze), 1486.
- Apologia, 1487.
- Heptaplus: de septiformi sex dierum Geneseos enarratione, (Heptaplus: della settemplice interpretazione dei sei giorni della Genesi), 1489.
- Expositiones in Psalmos, 1489.
- De ente et uno, (L'essere e l'uno), 1491.
- Disputationes adversus astrologiam divinatricem, (Dispute contro l'astrologia divinatrice), 1493.

Altre opere
- Carmina, (Carmi).
- Auree Epistole.
- Sonetti.
- Duodecim regulae, (Le dodici regole).
- Duodecim arma spiritualis pugnae, (Le dodici armi della battaglia spirituale.
- Duodecim conditiones amantis, (Le dodici condizioni di un amante).
- Deprecatoria ad Deum, (Preghiera a Dio).
- De omnibus rebus et de quibusdam aliis, (Tutte le cose e alcune altre).

Secondo alcuni studi, a Pico della Mirandola sarebbe da attribuire anche la paternità dell'Hypnerotomachia Poliphili (Amoroso combattimento onirico di Polifilo).

### Le fonti cabalistiche di Pico
- (EN)  The Great Parchment. Flavius Mithridates' Latin Translation, the Hebrew Text, and an English Version, a cura di Giulio Busi, Maria Simonetta Bondoni Pastorio, Saverio Campanini, appartenente alla collana "The Kabbalistic Library of Giovanni Pico della Mirandola", 1, Nino Aragno Editore, Torino 2004.
- (EN)  Saverio Campanini, Talmud, Philosophy, Kabbalah: A Passage from Pico della Mirandola's Apologia and its Source, in M. Perani (ed.), The Words of a Wise Man's Mouth are Gracious. Festschrift for Günter Stemberger on the Occasion of His 65th Birthday, W. De Gruyter Verlag, Berlino–New York 2005, pp. 429–447.
- (EN)  The Book of Bahir. Flavius Mithridates' Latin Translation, the Hebrew Text, and an English Version, a cura di Saverio Campanini, in "The Kabbalistic Library of Giovanni Pico della Mirandola", 2, Nino Aragno Editore, Torino 2005.
- Giulio Busi, "Chi non ammirerà il nostro camaleonte?" La biblioteca cabbalistica di Giovanni Pico della Mirandola, in G. Busi, L'enigma dell'ebraico nel Rinascimento, Nino Aragno Editore, Torino 2007, pp. 25–45.
- Saverio Campanini, Guglielmo Raimondo Moncada (alias Flavio Mitridate) traduttore di opere cabbalistiche, in Mauro Perani (a cura di), Guglielmo Raimondo Moncada alias Flavio Mitridate. Un ebreo converso siciliano, Officina di Studi Medievali, Palermo 2008, pp. 49–88.
- (EN)  The Gate of Heaven. Flavius Mithridates' Latin Translation, the Hebrew Text, and an English Version, a cura di Susanne Jurgan e Saverio Campanini, con un testo di Giulio Busi, in "The Kabbalistic Library of Giovanni Pico della Mirandola", 5, Nino Aragno Editore, Torino 2012, ISBN 9788884195449.
- Saverio Campanini (ed.), Four Short Kabbalistic Treatises, "The Kabbalistic Library of Giovanni Pico della Mirandola" 6, Fondazione Palazzo Bondoni Pastorio, Castiglione delle Stiviere 2019.